# 黃尹雋
黃尹雋（英語：Wong Wan Chun，1996年2月13日—）是香港一名長跑和馬拉松運動員，現任香港10公里、15公里、半馬拉松和馬拉松這四個項目的紀錄保持者。

## 背景
黃尹雋家住黃大仙，小學就讀鑽石山保良局錦泰小學。中學就讀喇沙書院，當時是籃球隊隊員；中六時因在體育課的表現而被學校挑選參加學界越野賽。升讀香港理工大學後，他因着中學時的經驗，參與了大專越野賽，其後開始把運動重心放在跑步上。
2018年，黃尹雋升讀香港中文大學運動科學碩士。2019年10月，黃尹雋在香港十公里挑戰賽以30分51秒打破男子10公里香港紀錄，11月2日，他在5000米造出14分50秒77，打破打破塵封41年之久的香港紀錄，隨後12月15日在日本防府跑出2小時20分58秒，打破香港馬拉松紀錄。
2020年10月，黃尹雋出戰世界半馬拉松錦標賽，以1小時06分58刷新個人最佳時間。2021年尾他參加全運會，其中在10000米賽事以31分42秒46名列18，馬拉松就以2小時27分04秒衝線位列第26。
2022年6月，黃尹雋在美國「Rock "n" Roll」半馬拉松聖地牙哥分站以1小時4分56秒刷新半馬香港紀錄，7月3月，他在澳洲黃金海岸馬拉松推前自己的10公里港績，新紀錄為29分27秒。

## 外部連結
- 黃尹雋在的頁面
- 黃尹雋的Instagram帳戶